# شبکه رایانه‌ای
شبکهٔ رایانه‌ای (به انگلیسی: Computer network) (کوتاه: شبکه) به اتصال دو یا چند سیستم (مانند کامپیوتر، لپ‌تاپ، و…) با توانایی ارسال و دریافت داده گفته می‌شود. این انتقال داده‌ها می‌تواند با کابل چند رسانه‌ای، کابل نوری یا بیسیم انجام شود. همچنین می‌توانیم منابع داخل شبکه را در دسترس تمامی کاربران درون شبکه قرار دهیم.
شبکه رایانه‌ای باعث تسهیل ارتباط میان کاربران شده و اجازه می‌دهد تا کاربران منابع خود را به اشتراک بگذارند. منابعی مانند فایل‌های داخل شبکه (شامل: اسناد متنی، عکس، فایل صوتی و تصویری و…) و همچنین پرینتر، اسکنر و دستگاه‌های مشابه که داخل شبکه استفاده می‌شوند.

### انواع شبکه‌های رایانه‌ای از نظر وسعت
- WAN: شبکهٔ محیط گسترده (Wide Area Network)
- MAN: شبکهٔ محیط کلان‌شهری (Metropolitan Area Network)
- LAN: شبکهٔ محیط محلی (Local Area Network)
- PAN: شبکهٔ محیط شخصی (Personal Area Network)
- WLAN: شبکهٔ محیط محلی بی‌سیم (Wireless Local Area Network)
- CAN: شبکهٔ محیط پردیس دانشگاه (Campus Area Network)
- HAN: شبکهٔ محلی خانگی (Home Area Network)
- SAN: شبکهٔ محیط ذخیره‌سازی (Storage Area Network)

انواع شبکه‌های رایانه‌ای از نظر توپولوژی:
ُStar - Bus - Ring - Mesh - Extended Star
انواع شبکه‌های رایانه‌ای از نظر نقش کاربر:
- همتابه‌همتا: هم کاربر سرویس می‌دهد و هم سرویس می‌گیرد.
- کلاینت سرور: سرور عمل سرویس دهی را انجام می‌دهد و کلاینت (مشتری) فقط سرویس می‌گیرد.

## معرفی
یک شبکه رایانه‌ای اجازه به اشتراک‌گذاری منابع و اطلاعات را بین دستگاه‌های متصل شده به هم، می‌دهد. در دهه ۶۰ میلادی، آژانس پروژه‌های تحقیقاتی پیشرفته (ARPA) پروژه‌های تحقیقاتی پیشرفته (ARPANET) برای وزارت دفاع ایالات متحده آمریکا اختصاص داد. این اولین شبکه رایانه‌ای در جهان بود. توسعه شبکه از سال ۱۹۶۹ و براساس طرح‌های توسعه یافته دهه ۶۰ آغاز شد.

### هدف
شبکه‌های رایانه‌ای را می‌توان برای اهداف مختلف استفاده کرد: مثلاً
- تسهیل ارتباطات: با استفاده از شبکه، افراد می‌توانند به آسانی از طریق ایمیل، پیام‌رسانی فوری، اتاق گفتگو، تلفن، ویدئوفون و ویدئو کنفرانس، ارتباط برقرار کنند.
- اشتراک‌گذاری سخت‌افزارها: در یک محیط شبکه‌ای، هر کامپیوتر در شبکه می‌تواند به منابع سخت‌افزاری در شبکه دسترسی پیدا کرده و از آن‌ها استفاده کند؛ مانند چاپ یک سند به وسیله چاپگری که در شبکه به اشتراک گذاشته شده است.
- اشتراک‌گذاری پرونده‌ها، داده‌ها و اطلاعات: در یک محیط شبکه‌ای، هر کاربر مجاز می‌تواند به داده‌ها و اطلاعاتی که بر روی رایانه‌های دیگر موجود در شبکه، ذخیره شده است دسترسی پیدا کند. قابلیت دسترسی به داده‌ها و اطلاعات در دستگاه‌های ذخیره‌سازی اشتراکی، از ویژگی‌های مهم بسیاری از شبکه‌های است.
- اشتراک‌گذاری نرم‌افزارها: کاربرانی که به یک شبکه متصل اند، می‌توانند برنامه‌های کاربردی موجود روی کامپیوترهای راه دور را اجرا کنند.

## تعریف
مجموعه‌ای از دستگاه‌های مستقل و متصل به یکدیگر هستند که با یکدیگر ارتباط داشته و تبادل داده می‌کنند.
مستقل بودن دستگاه‌ها بدین معناست که هر کدام دارای واحدهای کنترلی و پردازشی مجزا بوده و بود و نبود یکی بر دیگری تأثیرگذار نیست. متصل بودن دستگاه‌ها یعنی از طریق یک رسانه فیزیکی مانند کابل، فیبر نوری، ماهواره‌ها و… به هم وصل می‌باشند.
دو شرط فوق شروط لازم برای ایجاد یک شبکه کامپیوتری می‌باشند اما شرط کافی برای تشکیل یک شبکه کامپیوتری داشتن ارتباط و تبادل داده بین کامپیوترهاست.

این موضوع در بین متخصصین قلمرو شبکه مورد بحث است که آیا دو رایانه که با استفاده از نوعی از رسانه ارتباطی به یکدیگر متصل شده‌اند تشکیل یک شبکه می‌دهند. در این باره بعضی مطالعات می‌گویند که یک شبکه نیازمند دست کم ۳ رایانه متصل به هم است. یکی از این منابع با عنوان «ارتباطات راه دور: واژه‌نامه اصطلاحات ارتباطات راه دور»، یک شبکه رایانه‌ای را این‌طور تعریف می‌کند: «شبکه‌ای از گره‌های پردازشگر دیتا که جهت ارتباطات دیتا به یکدیگر متصل شده‌اند». در همین سند عبارت «شبکه» این‌طور تعریف شده است: «اتصال سه با چند نهاد ارتباطی». رایانه‌ای که به وسیله‌ای غیر رایانه‌ای متصل شده است (به عنوان نمونه از طریق ارتباط «اترنت» به یک پرینتر متصل شده است) ممکن است که یک شبکه رایانه‌ای به حساب آید، اگرچه این نوشتار به این نوع پیکربندی نمی‌پردازد.
این نوشتار از تعاریفی استفاده می‌کند که به دو یا چند رایانه متصل به هم نیازمند است تا تشکیل یک شبکه را بدهد. در مورد تعداد بیشتری رایانه که به هم متصل هستند عموماً توابع پایه‌ای مشترکی دیده می‌شود. از این بابت برای آنکه شبکه‌ای به وظیفه‌اش عمل کند، سه نیاز اولیه بایستی فراهم گردد، «اتصالات»، «ارتباطات» و «خدمات». اتصالات به بستر سخت‌افزاری اشاره دارد، ارتباطات به روشی اشاره می‌کند که به‌واسطه آن وسایل با یکدیگر صحبت کنند و خدمات آن‌هایی هستند که برای بقیه اعضای شبکه به اشتراک گذاشته شده‌اند.

## دسته‌بندی شبکه‌های رایانه‌ای
فهرست زیر، دسته‌های شبکه‌های رایانه‌ای را نشان می‌دهد.

### بر اساس نوع اتصال
شبکه‌های رایانه‌ای را می‌توان با توجه به تکنولوژی سخت‌افزاری یا نرم‌افزاری که برای اتصال دستگاه‌های افراد در شبکه استفاده می‌شود، دسته‌بندی کرد؛ مانند فیبر نوری، اینترنت، شبکه محلی بی‌سیم، HomePNA، ارتباط خط نیرو یا G.hn.
اترنت با استفاده از سیم‌کشی فیزیکی دستگاه‌ها را به هم متصل می‌کند. دستگاه‌های مستقر معمول شامل هاب‌ها، سوئیچ‌ها، پل‌ها یا مسیریاب‌ها هستند.
تکنولوژی شبکه بی‌سیم برای اتصال دستگاه‌ها، بدون استفاده از سیم‌کشی طراحی شده است. این دستگاه‌ها از امواج رادیویی یا سیگنال‌های مادون قرمز به عنوان رسانه انتقال استفاده می‌کنند.
فناوری ITU-T G.hn از سیم‌کشی موجود در منازل (کابل هم‌محور، خطوط تلفن و خطوط برق) برای ایجاد یک شبکه محلی پر سرعت (تا۱ گیگا بیت در ثانیه) استفاده می‌کند.

### بر اساس تکنولوژی سیم کشی
- زوج به‌هم‌تابیده: زوج به‌هم‌تابیده یکی از بهترین رسانه‌های مورد استفاده برای ارتباطات راه دور می‌باشد. سیم‌های زوج به‌هم‌تابیده، سیم تلفن معمولی هستند که از دو سیم مسی عایق که دو به دو به هم پیچ خورده‌اند درست شده‌اند. از زوج به‌هم‌تابیده برای انتقال صدا و داده‌ها استفاده می‌شود. استفاده از دو سیم به‌هم‌تابیده به کاهش تداخل و القای الکترومغناطیسی کمک می‌کند. سرعت انتقال داده، دامنه‌ای از ۲ میلیون بیت در هر ثانیه تا ۱۰۰ میلیون بیت در هر ثانیه، دارد.
- کابل هم‌محور: کابل هم‌محور به‌طور گسترده‌ای در سیستم‌های تلویزیون کابلی، ساختمان‌های اداری، و دیگر سایت‌های کاری برای شبکه‌های محلی، استفاده می‌شود. کابل‌ها یک رسانای داخلی دارند که توسط یک عایق منعطف محصور شده‌اند، که روی این لایهٔ منعطف نیز توسط یک رسانای نازک برای انعطاف کابل، به هم بافته شده است. همهٔ این اجزا، در داخل عایق دیگری جاسازی شده‌اند. لایه عایق به حداقل رساندن تداخل و اعوجاج کمک می‌کند. سرعت انتقال داده، دامنه‌ای از ۲۰۰ میلیون تا بیش از ۵۰۰ میلیون بیت در هر ثانیه دارد.
- فیبر نوری: کابل فیبر نوری شامل یک یا چند رشته از الیاف شیشه‌ای پیچیده شده در لایه‌های محافظ می‌باشد. این کابل می‌تواند نور را تا مسافت‌های طولانی انتقال دهد. کابل‌های فیبر نوری تحت تأثیر تابش‌های الکترومغناطیسی قرار نمی‌گیرند. سرعت انتقال ممکن است به چند تریلیون بیت در ثانیه برسد.

### بر اساس تکنولوژی بی‌سیم
- ریزموج (مایکروویو) زمینی: ریزموج‌های زمینی از گیرنده‌ها و فرستنده‌های زمینی استفاده می‌کنند. تجهیزات این تکنولوژی شبیه به دیش‌های ماهواره است. مایکروویو زمینی از دامنه‌های کوتاه گیگاهرتز استفاده می‌کند، که این سبب می‌شود تمام ارتباطات به صورت دید خطی محدود باشد. فاصله بین ایستگاه‌های رله (تقویت سیگنال) حدود ۳۰ مایل است. آنتن‌های ریزموج معمولاً در بالای ساختمان‌ها، برج‌ها، تپه‌ها و قله کوه نصب می‌شوند.
- ماهواره‌های ارتباطی: ماهواره‌ها از ریزموج‌های رادیویی که توسط جو زمین منحرف نمی‌شوند، به عنوان رسانه مخابراتی خود استفاده می‌کنند.

ماهواره‌ها در فضا مستقر هستند؛ به‌طور معمول ۲۲۰۰۰ مایل (برای ماهواره‌های geosynchronous) بالاتر از خط استوا.
این سیستم‌های در حال چرخش به دور زمین، قادر به دریافت و رله صدا، داده‌ها و سیگنال‌های تلویزیونی هستند.
- تلفن همراه و سیستم‌های سلولار نتورک (Cellular network): تلفن همراه و سیستم‌های سلولار نتورک از چندین فناوری ارتباطات رادیویی استفاده می‌کنند. این سیستم‌ها به مناطق مختلف جغرافیایی تقسیم شده‌اند. هر منطقه دارای فرستنده‌های کم قدرت یا دستگاه‌های رله رادیویی آنتن برای تقویت تماس‌ها از یک منطقه به منطقه بعدی است.
- شبکه‌های محلی بی‌سیم: شبکه محلی بی‌سیم از یک تکنولوژی رادیویی فرکانس بالا (مشابه سلول دیجیتالی) و یک تکنولوژی رادیویی فرکانس پایین استفاده می‌کند. شبکه‌های محلی بی‌سیم از تکنولوژِی طیف گسترده، برای برقراری ارتباط میان دستگاه‌های متعدد در یک منطقه محدود، استفاده می‌کنند. نمونه‌ای از استاندارد تکنولوژی بی‌سیم موج رادیویی، IEEE است.
- ارتباطات فروسرخ: ارتباط فروسرخ، سیگنال‌های بین دستگاه‌ها را در فواصل کوچک (کمتراز ۱۰ متر) به صورت همتا به همتا (رو در رو) انتقال می‌دهد؛ در خط انتقال نباید هیچ گونه شی ای قرار داشته باشد.

### بر اساس اندازه
ممکن است شبکه‌های رایانه‌ای بر اساس اندازه یا گستردگی ناحیه‌ای که شبکه پوشش می‌دهد طبقه‌بندی شوند. برای نمونه «شبکه شخصی» (PAN)، «شبکه محلی» (LAN)، «شبکه دانشگاهی» (CAN)، «شبکه کلان‌شهری» (MAN) یا «شبکه گسترده» (WAN).

### بر اساس لایه شبکه
ممکن است شبکه‌های رایانه‌ای مطابق مدل‌های مرجع پایه‌ای که در صنعت به عنوان استاندارد شناخته می‌شوند مانند «مدل مرجع ۷ لایه OSI» و «مدل ۴ لایه TCP/IP»، بر اساس نوع «لایه شبکه» ای که در آن عمل می‌کنند طبقه‌بندی شوند.

### بر اساس معماری کاربری
ممکن است شبکه‌های رایانه‌ای بر اساس معماری کاربری که بین اعضای شبکه وجود دارد طبقه‌بندی شود، برای نمونه معماری‌های Active Networking، «مشتری-خدمتگذار» (Client-Server) یا به اسم Domain Base معروف می‌باشد و «همتا به همتا» Peer-to-Peer (گروه کاری) به اسم Workgroup معروف می‌باشد.

### بر اساس همبندی (توپولوژی)
ممکن است شبکه‌های رایانه‌ای بر اساس نوع همبندی شبکه طبقه‌بندی شوند مانند: «شبکه باس» (Bus)، «شبکه ستاره» ((Star، «شبکه حلقه‌ای» (Ring)، «شبکه توری» (Mesh)، «شبکه ستاره-باس» (Star-Bus)، «شبکه درختی» (Tree) یا «شبکه سلسله مراتبی» (Hierarchical) و ترکیبی و غیره.
همبندی شبکه را می‌توان بر اساس نظم هندسی ترتیب داد. همبندی‌های شبکه طرح‌های منطقی شبکه هستند. واژه منطقی در اینجا بسیار پرمعنی است. این واژه به این معنی است که همبندی شبکه به طرح فیزیکی شبکه بستگی ندارد. مهم نیست که رایانه‌ها در یک شبکه به صورت خطی پشت سر هم قرار گرفته باشند، ولی زمانیکه از طریق یک «هاب» به یکدیگر متصل شده باشند تشکیل همبندی ستاره می‌کنند نه باس؛ و این عامل مهمی است که شبکه‌ها در آن فرق می‌کنند، جنبه ظاهری و جنبه عملکردی.

### بر اساس قرارداد
ممکن است شبکه‌های رایانه‌ای بر اساس «قرارداد» ارتباطی طبقه‌بندی شوند. برای اطلاعات بیشتر لیست پشته‌های قرارداد شبکه و لیست قراردادهای شبکه را ببینید.

## انواع شبکه‌ها

### شبکه شخصی (PAN)
«شبکه شخصی» (Personal Area Network) یک «شبکه رایانه‌ای» است که برای ارتباطات میان وسایل رایانه‌ای که اطراف یک فرد می‌باشند (مانند «تلفن» ها و «رایانه‌های جیبی» (PDA) که به آن «دستیار دیجیتالی شخصی» نیز می‌گویند) بکار می‌رود. این که این وسایل ممکن است متعلق به آن فرد باشند یا خیر جای بحث خود را دارد. برد یک شبکه شخصی عموماً چند متر بیشتر نیست. موارد مصرف شبکه‌های خصوصی می‌تواند جهت ارتباطات وسایل شخصی چند نفر به یکدیگر یا برقراری اتصال این وسایل به شبکه‌ای در سطح بالاتر و شبکه «اینترنت» باشد.
ارتباطات شبکه‌های شخصی ممکن است به صورت سیمی به «گذرگاه» های رایانه مانند USB و فایروایر برقرار شود. همچنین با بهره‌گیری از فناوری‌هایی مانند IrDA، «بلوتوث» (Bluetooth) و UWB می‌توان شبکه‌های شخصی را به صورت بی‌سیم ساخت.
دستگاه‌هایی که در این شبکه مورد استفاده قرار می‌گیرند، همان دستگاه‌هایی هستند که هر روزه با آن‌ها در ارتباط هستیم. مانند لپ‌تاپ، تلفن همراه، Xbox و …
شبکه محلی شخصی که خود یکی از انواع شبکه کامپیوتری است به دو دسته زیر تقسیم می‌شود:
شبکه شخصی بی‌سیم
شبکه شخصی بی‌سیم با استفاده از فناوری‌های بی‌سیم مانند WiFi، بلوتوث توسعه یافته و برد کمی هم دارند.
شبکه شخصی سیمی
شبکه شخصی سیمی با استفاده از USB ایجاد می‌شود.

#### نمونه‌هایی از شبکه محلی شخصی
شبکه محلی Body
شبکه محلی Body به شبکه‌ای گفته می‌شود که همراه یا شخص در حال حرکت است. به عنوان مثال تلفن همراهی که به یک شبکه متصل شده است و صاحبش از آن برای به اشتراک‌گذاری داده به دیگران استفاده می‌کند.
شبکه آفلاین
شبکه آفلاین یا شبکه خانگی به شبکه‌ای گفته می‌شود که در یک خانه از طریق اتصال وسایلی نظیر چاپگر، رایانه و تلویزیون مورد استفاده قرار می‌گیرد.

### شبکه محلی (LAN)
«شبکه محلی» (Local Area Network) یک «شبکه رایانه‌ای» است که محدوده جغرافیایی کوچکی مانند یک خانه، یک دفتر کار یا گروهی از ساختمان‌ها را پوشش می‌دهد. در مقایسه با «شبکه‌های گسترده» (WAN) از مشخصات تعریف‌شده شبکه‌های محلی می‌توان به سرعت (نرخ انتقال) بسیار بالاتر آنها، محدوده جغرافیایی کوچکتر و عدم نیاز به «خطوط استیجاری» مخابراتی اشاره کرد.

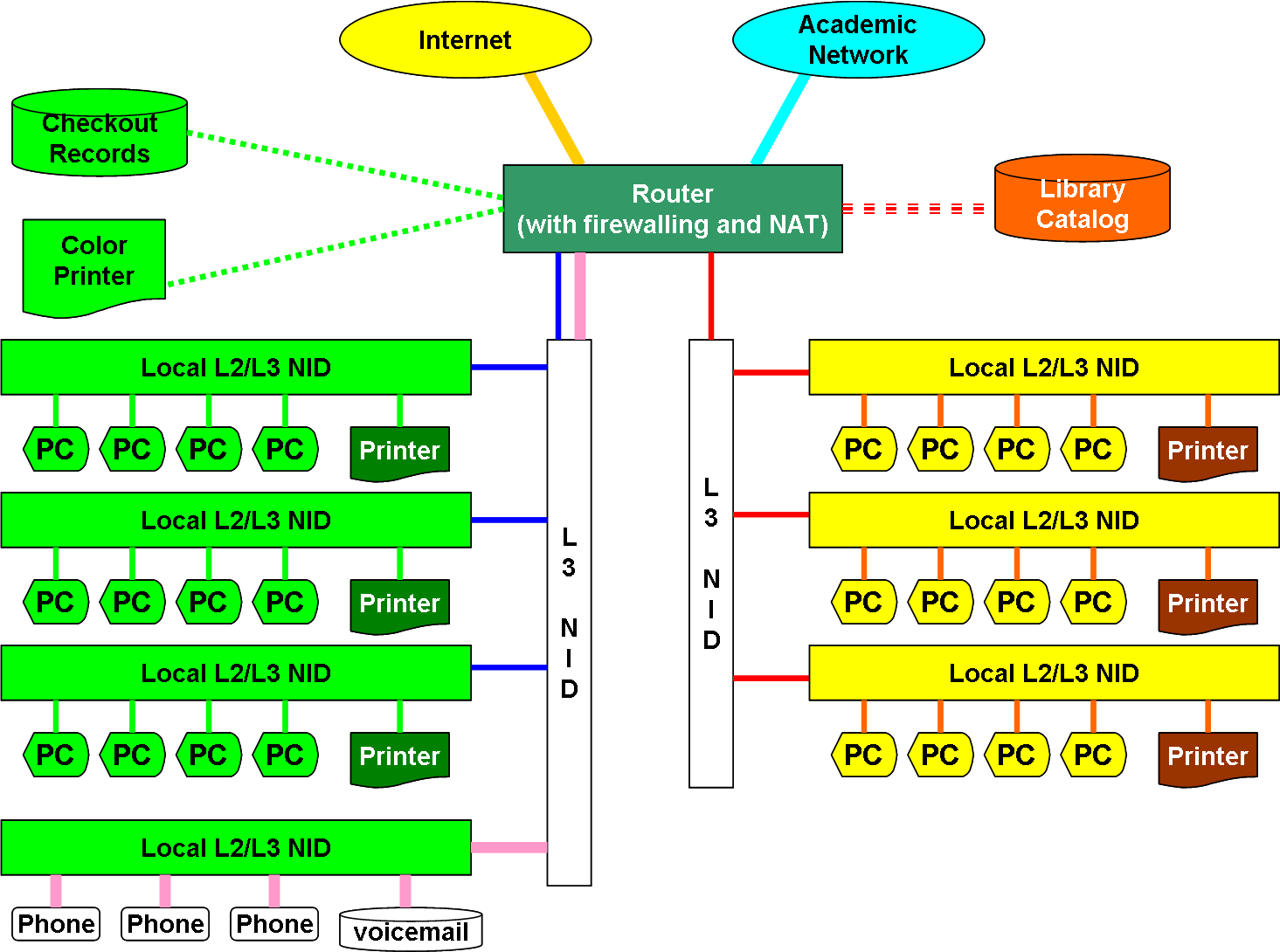
یک شبکه کتابخانه نوعی

دو فناوری «اترنت» (Ethernet) روی کابل «جفت به هم تابیده بدون محافظ» (UTP) و «وای‌فای» (Wi-Fi) رایج‌ترین فناوری‌هایی هستند که امروزه استفاده می‌شوند، با این حال فناوری‌های «آرکنت» (ARCNET) و «توکن رینگ» (Token Ring) و بسیاری روش‌های دیگر در گذشته مورد استفاده بوده‌اند.

### شبکه کلان‌شهری (MAN)
«شبکه کلان‌شهری» (Metropolitan Area Network) یک «شبکه رایانه‌ای» بزرگ است که معمولاً در سطح یک شهر گسترده می‌شود. در این شبکه‌ها معمولاً از «زیرساخت بی‌سیم» یا اتصالات «فیبر نوری» جهت ارتباط محل‌های مختلف استفاده می‌شود.

### شبکه گسترده (WAN)
«شبکه گسترده» (Wide Area Network) یک «شبکه رایانه‌ای» است که نسبتاً ناحیه جغرافیایی وسیعی را پوشش می‌دهد (برای نمونه از یک کشور به کشوری دیگر یا از یک قاره به قاره‌ای دیگر). این شبکه‌ها معمولاً از امکانات انتقال خدمات دهندگان عمومی مانند شرکت‌های مخابرات استفاده می‌کند. به عبارت کمتر رسمی این شبکه‌ها از «مسیریاب» ها و لینک‌های ارتباطی عمومی استفاده می‌کنند.
شبکه‌های گسترده برای اتصال شبکه‌های محلی یا دیگر انواع شبکه به یکدیگر استفاده می‌شوند؛ بنابراین کاربران و رایانه‌های یک مکان می‌توانند با کاربران و رایانه‌هایی در مکان‌های دیگر در ارتباط باشند. بسیاری از شبکه‌های گسترده برای یک سازمان ویژه پیاده‌سازی می‌شوند و خصوصی هستند. بعضی دیگر به‌وسیله «سرویس دهندگان اینترنت» (ISP) پیاده‌سازی می‌شوند تا شبکه‌های محلی سازمان‌ها را به اینترنت متصل کنند.

### شبکه متصل (Internetwork)
دو یا چند «شبکه» یا «زیرشبکه» (Subnet) که با استفاده از تجهیزاتی که در لایه ۳ یعنی «لایه شبکه» «مدل مرجع OSI» عمل می‌کنند مانند یک «مسیریاب»، به یکدیگر متصل می‌شوند تشکیل یک شبکه از شبکه‌ها یا «شبکه متصل» را می‌دهند. همچنین می‌توان شبکه‌ای که از اتصال داخلی میان شبکه‌های عمومی، خصوصی، تجاری، صنعتی یا دولتی به وجود می‌آید را «شبکه متصل» نامید.
در کاربردهای جدید شبکه‌های به هم متصل شده از قرارداد IP استفاده می‌کنند. بسته به اینکه چه کسانی یک شبکه از شبکه‌ها را مدیریت می‌کنند و اینکه چه کسانی در این شبکه عضو هستند، می‌توان سه نوع «شبکه متصل» دسته‌بندی نمود:
- شبکه داخلی یا اینترانت (Intranet)
- شبکه خارجی یا اکسترانت (Extranet)
- شبکه‌اینترنت (Internet)

شبکه‌های داخلی یا خارجی ممکن است که اتصالاتی به شبکه اینترنت داشته یا نداشته باشند. در صورتی که این شبکه‌ها به اینترنت متصل باشند در مقابل دسترسی‌های غیرمجاز از سوی اینترنت محافظت می‌شوند. خود شبکه اینترنت به عنوان بخشی از شبکه داخلی یا شبکه خارجی به حساب نمی‌آید، اگرچه که ممکن است شبکه اینترنت به عنوان بستری برای برقراری دسترسی بین قسمت‌هایی از یک شبکه خارجی خدماتی را ارائه دهد.

#### شبکه داخلی (Intranet)
یک «شبکه داخلی» مجموعه‌ای از شبکه‌های متصل به هم می‌باشد که از قرارداد IP و ابزارهای مبتنی بر IP مانند «مرورگران وب» استفاده می‌کند و معمولاً زیر نظر یک نهاد مدیریتی کنترل می‌شود. این نهاد مدیریتی «شبکه داخلی» را نسبت به باقی قسمت‌های دنیا محصور می‌کند و به کاربران خاصی اجازه ورود به این شبکه را می‌دهد. به‌طور معمول‌تر شبکه درونی یک شرکت یا دیگر شرکت‌ها «شبکه داخلی» می‌باشد.
به‌طور مثال شبکه ملی اطلاعات در ایران نوعی از شبکه‌های داخلی (اینترانت) می‌باشد.

#### شبکه خارجی (Extranet)
یک «شبکه خارجی» یک «شبکه» یا یک «شبکه متصل» است که به لحاظ قلمرو محدود به یک سازمان یا نهاد است ولی همچنین شامل اتصالات محدود به شبکه‌های متعلق به یک یا چند سازمان یا نهاد دیگر است که معمولاً ولی نه همیشه قابل اعتماد هستند. برای نمونه مشتریان یک شرکت ممکن است که دسترسی به بخش‌هایی از «شبکه داخلی» آن شرکت داشته باشند که بدین ترتیب یک «شبکه خارجی» درست می‌شود، چراکه از دیدگاه امنیتی این مشتریان برای شبکه قابل اعتماد به نظر نمی‌رسند. همچنین از نظر فنی می‌توان یک «شبکه خارجی» را در گروه شبکه‌های دانشگاهی، کلان‌شهری، گسترده یا دیگر انواع شبکه (هر چیزی غیر از شبکه محلی) به حساب آورد، چراکه از نظر تعریف یک «شبکه خارجی» نمی‌تواند فقط از یک شبکه محلی تشکیل شده باشد، چون بایستی دست کم یک اتصال به خارج از شبکه داشته باشد.

#### شبکه اینترنت (Internet)
شبکه ویژه‌ای از شبکه‌ها که حاصل اتصالات داخلی شبکه‌های دولتی، دانشگاهی، عمومی و خصوصی در سرتاسر دنیا است. این شبکه بر اساس شبکه اولیه‌ای کار می‌کند که «آرپانت» (ARPANET) نام داشت و به‌وسیله مؤسسه «آرپا» (ARPA) که وابسته به «وزارت دفاع ایالات متحده آمریکا» است ایجاد شد. همچنین منزلگاهی برای «وب جهان‌گستر» (WWW) است. در لاتین واژه Internet برای نامیدن آن بکار می‌رود که برای اشتباه نشدن با معنی عام واژه «شبکه متصل» حرف اول را بزرگ می‌نویسند.
اعضای شبکه اینترنت یا شرکت‌های سرویس دهنده آن‌ها از «آدرسهای IP» استفاده می‌کنند. این آدرس‌ها از موسسات ثبت نام آدرس تهیه می‌شوند تا تخصیص آدرس‌ها قابل کنترل باشد. همچنین «سرویس دهندگان اینترنت» و شرکت‌های بزرگ، اطلاعات مربوط به در دسترس بودن آدرس‌هایشان را به‌واسطه «قرارداد دروازه لبه» (BGP) با دیگر اعضای اینترنت مبادله می‌کنند.

## اجزای اصلی سخت‌افزاری
همه شبکه‌ها از اجزای سخت‌افزاری پایه‌ای تشکیل شده‌اند تا گره‌های شبکه را به یکدیگر متصل کنند، مانند «کارت‌های شبکه»، «تکرارگر» ها، «هاب» ها، «پل» ها، «راهگزین» ها و «مسیریاب» ها. علاوه بر این، بعضی روش‌ها برای اتصال این اجزای سخت‌افزاری لازم است که معمولاً از کابل‌های الکتریکی استفاده می‌شود (از همه رایج تر «کابل رده ۵» (کابل Cat5) است)، و کمتر از آنها، ارتباطات میکروویو (مانند آی‌تریپل‌ئی ۸۰۲٫۱۱) و («کابل فیبر نوری» Optical Fiber Cable) بکار می‌روند.

### کارت شبکه (network adapter)
«کارت شبکه»، «آداپتور شبکه» یا «کارت واسط شبکه» (Network Interface Card) قطعه‌ای از سخت‌افزار رایانه است و طراحی شده تا این امکان را به رایانه‌ها بدهد که بتوانند بر روی یک شبکه رایانه‌ای با یکدیگر ارتباط برقرار کنند. این قطعه دسترسی فیزیکی به یک رسانه شبکه را تأمین می‌کند و با استفاده از «آدرسهای MAC»، سیستمی سطح پایین جهت آدرس دهی فراهم می‌کند. این شرایط به کاربران اجازه می‌دهد تا به وسیله کابل یا به صورت بی‌سیم به یکدیگر متصل شوند.

### تکرارگر (repeater)
«تکرارگر» تجهیزی الکترونیکی است که سیگنالی را دریافت کرده و آن را با سطح دامنه بالاتر، انرژی بیشتر یا به سمت دیگر یک مانع ارسال می‌کند. بدین ترتیب می‌توان سیگنال را بدون کاستی به فواصل دورتری فرستاد. از آنجا که تکرارگرها با سیگنال‌های فیزیکی واقعی سروکار دارند و در جهت تفسیر داده‌ای که انتقال می‌دهند تلاشی نمی‌کنند، این تجهیزات در «لایه فیزیکی» یعنی اولین لایه از «مدل مرجع OSI» عمل می‌کنند.

### هاب (جعبه تقسیم)- hub
«هاب» قطعه‌ای سخت‌افزاری است که امکان اتصال قسمت‌های یک شبکه را با هدایت ترافیک در سراسر شبکه فراهم می‌کند. هاب‌ها در «لایه فیزیکی» از «مدل مرجع OSI» عمل می‌کنند. عملکرد هاب بسیار ابتدایی است، به این ترتیب که داده رسیده از یک گره را برای تمامی گره‌های شبکه کپی می‌کند. هاب‌ها عموماً برای متصل کردن بخش‌های یک «شبکه محلی» بکار می‌روند. هر هاب چندین «درگاه» (پورت) دارد. زمانی که بسته‌ای از یک درگاه می‌رسد، به دیگر درگاه‌ها کپی می‌شود، بنابراین همه قسمت‌های شبکه محلی می‌توانند بسته‌ها را ببینند.

### پل (bridge)
یک «پل» دو «زیرشبکه» (سگمنت) را در «لایه پیوند داده» از «مدل مرجع OSI» به هم متصل می‌کند. پل‌ها شبیه به «تکرارگر» ها و «هاب» های شبکه‌اند که برای اتصال قسمت‌های شبکه در «لایه فیزیکی» عمل می‌کنند، با این حال پل با استفاده از مفهوم پل‌زدن کار می‌کند، یعنی به جای آنکه ترافیک هر شبکه بدون نظارت به دیگر درگاه‌ها کپی شود، آن را مدیریت می‌کند. بسته‌هایی که از یک طرف پل وارد می‌شوند تنها در صورتی به طرف دیگر انتشار می‌یابند که آدرس مقصد آن‌ها مربوط به سیستم‌هایی باشد که در طرف دیگر پل قرار دارند. پل مانع انتشار پیغام‌های همگانی در قطعه‌های کابل وصل‌شده به آن نمی‌شود.
پل‌ها به سه دسته تقسیم می‌شوند:
- پل‌های محلی: مستقیماً به «شبکه‌های محلی» متصل می‌شود.
- پل‌های دوردست: از آن می‌توان برای ساختن «شبکه‌های گسترده» جهت ایجاد ارتباط بین «شبکه‌های محلی» استفاده کرد. پل‌های دور دست در شرایطی که سرعت اتصال از شبکه‌های انتهایی کمتر است با «مسیریاب» ها جایگزین می‌شوند.
- پل‌های بی‌سیم: برای «اتصال شبکه‌های محلی» به «شبکه‌های محلی بی‌سیم» یا «شبکه‌های محلی بی‌سیم» به هم یا ایستگاه‌های دوردست به «شبکه‌های محلی» استفاده می‌شوند.

### راهگزین (switch)
«راهگزین» که در پارسی بیشتر واژه «سوئیچ» برای آن بکار برده می‌شود، وسیله‌ای است که قسمت‌های شبکه را به یکدیگر متصل می‌کند. راهگزین‌های معمولی شبکه تقریباً ظاهری شبیه به «هاب» دارند، ولی یک راهگزین در مقایسه با هاب از هوشمندی بیشتری (و همچنین قیمت بیشتری) برخوردار است. راهگزین‌های شبکه این توانمندی را دارند که محتویات بسته‌های داده‌ای که دریافت می‌کنند را بررسی کرده، دستگاه فرستنده و گیرنده بسته را شناسایی کنند، و سپس آن بسته را به شکلی مناسب ارسال نمایند. با ارسال هر پیام فقط به دستگاه متصلی که پیام به هدف آن ارسال شده، راهگزین «پهنای باند» شبکه را به شکل بهینه‌تری استفاده می‌کند و عموماً عملکرد بهتری نسبت به یک هاب دارد.
از نظر فنی می‌توان گفت که راهگزین در «لایه پیوند داده» از «مدل مرجع OSI» عمل کنند؛ ولی بعضی انواع راهگزین قادرند تا در لایه‌های بالاتر نیز به بررسی محتویات بسته بپردازند و از اطلاعات به‌دست آمده برای تعیین مسیر مناسب ارسال بسته استفاده کنند. به این راه گزین‌ها به اصطلاح «راهگزین‌های چندلایه» (Multilayer Switch) می‌گویند.

### مسیریاب (router)
«مسیریاب»ها تجهیزات شبکه‌ای هستند که بسته‌های داده را با استفاده از «سرایند» ها و «جدول ارسال» تعیین مسیر کرده، و ارسال می‌کنند. مسیریاب‌ها در «لایه شبکه» از «مدل مرجع OSI» عمل می‌کنند. همچنین مسیریاب‌ها اتصال بین بسترهای فیزیکی متفاوت را امکان‌پذیر می‌کنند. این کار با چک کردن سرایند یک بسته داده انجام می‌شود.
مسیریاب‌ها از «قراردادهای مسیریابی» مانند ابتدا کوتاه‌ترین مسیر را انتخاب کردن استفاده می‌کنند تا با یکدیگر گفتگو کرده و بهترین مسیر بین هر دو ایستگاه را پیکربندی کنند. هر مسیریاب دسته کم به دو شبکه، معمولاً شبکه‌های محلی، شبکه‌های گسترده یا یک شبکه محلی و یک سرویس دهنده اینترنت متصل است. بعضی انواع مودم‌های DSL و کابلی جهت مصارف خانگی درون خود از وجود یک مسیریاب نیز بهره می‌برند.

### کابل شبکه (network cable)
کابل‌های شبکه، تجهیزاتی هستند که برای اتصال دستگاه‌های مرتبط با رایانه، مانند سرورها، روترها، سوئیچ‌ها، چاپگرها و دستگاه‌ها در یک شبکه محلی (LAN) یا شبکه گسترده (WAN) استفاده می‌شوند. کابل‌های شبکه در انواع و درجه‌های مختلف با سرعت‌ها و فواصل انتقال متفاوت هستند. آنها اجزای ضروری شبکه‌های کامپیوتری هستند و نقش حیاتی در انتقال کارآمد داده‌ها و اطلاعات دارند.

## مفهوم Active (اکتیو) و Passive (پسیو) در شبکه
اکتیو به تجهیزاتی در شبکه گفته می‌شود که برای فعالیت خود معمولاً نیازمند به نیروی برق می‌باشند و خود نیز در ایجاد، هدایت و تقویت سیگنال‌های داده نقش دارند.
برای مثال می‌توان به سرورها و سوئیچ‌ها و روترها اشاره نمود.
پسیو به تجهیزاتی در شبکه گفته می‌شود که برای فعالیت خود معمولاً نیازمند به نیروی برق نمی‌باشند و خود نیز در ایجاد، هدایت و تقویت سیگنال‌های داده نقش ندارند.
برای مثال می‌توان به کابل، هاب و انواع کانکتورها اشاره نمود.

## مزایای استفاده از شبکه گسترده
- استفاده از شبکه گسترده WAN به مجموعه‌هایی توصیه می‌شود که در چند شهر شعبه داشته و قصد برقراری ارتباطی کم‌هزینه با امنیت بالا را دارند.
- در این نوع از شبکه داده‌ها به صورت متمرکز ذخیره شده و نیازی به خرید سرورهای ایمیل یا پشتیبانی نیست.
- به دلیل طراحی منحصربه‌فردی که برای طراحی شبکه گسترده مورد استفاده قرار می‌گیرد، تمامی نرم‌افزارهای فعال در شبکه همواره به روز هستند.
- برای برقراری ارتباط سریع با سایر بخش‌ها می‌تواند از ابزارهای مختلفی مانند اسکایپ، فیسبوک و واتس آپ استفاده کرد.
- اشتراک‌گذاری داده‌های موجود در هارد دیسک و فایل‌های نرم‌افزاری را به راحتی می‌توان به اشتراک گذاشت.
- با توجه به پهنای بالای این شبکه، سرعت انتقال داده نسبت به سایر انواع شبکه‌های کامپیوتری بسیار بیشتر است.

## پشتیبانی شبکه
شبکه‌های کامپیوتر بعد از اینکه راه اندازی شدند ممکن است دچار ایرادهای مختلفی گردند، در نتیجه لازم هست تا یک شخص یا شرکت پشتیبانی آن را بر عهده بگیرد تا فعالیت‌های شرکتی که از خدمات شبکه استفاده می‌کند دچار خلل و ایراد نشود و به درستی کار کند.
ملاک‌های یک شرکت پشتیبانی شبکه در درجه اول در دسترس بودن کارشناسان پشتیبانی شبکه است و این موضوع یکی از دلایلی است که باعث می‌شود مشکلات شبکه شما در کوتاه‌ترین زمان ممکن برطرف شود.